# Karczew (plaats)
Karczew is een stad in het Poolse woiwodschap Mazovië, gelegen in de powiat Otwocki. De oppervlakte bedraagt 28,11 km², het inwonertal 10.400 (2005). Een kenmerk in dat stadje is de barokke kerk in het centrum.

## Verkeer en vervoer
- Station Karczew